# Rewiaczka
Rewiaczka (biał. Равячка; ros. Ревячка) – wieś na Białorusi, w obwodzie mińskim, w rejonie miadzielskim, w sielsowiecie Budsław.

## Historia
W czasach zaborów w granicach Imperium Rosyjskiego.
W latach 1921–1945 wieś leżała w Polsce, w województwie nowogródzkim (od 1926 w województwie wileńskim), w powiecie duniłowickim (od 1926 w powiecie wilejskim), w gminie Budsław.
Według Powszechnego Spisu Ludności z 1921 roku zamieszkiwały tu 134 osoby, 126 było wyznania rzymskokatolickiego, a 8 prawosławnego. Jednocześnie 30 mieszkańców zadeklarowało polską przynależność narodową, a 104 białoruską. Było tu 28 budynków mieszkalnych. W 1931 w 28 domach zamieszkiwało 140 osób.
Miejscowość należała do parafii rzymskokatolickiej w Budsławiu. Podlegała pod Sąd Grodzki w Krzywiczach i Okręgowy w Wilnie; właściwy urząd pocztowy mieścił się w Budsławiu.